# ОШ „Ђорђе Натошевић” Нови Сад
ОШ „Ђорђе Натошевић” једна је од основних школа у Новом Саду. Налази се у улици Максима Горког 54. Назив је добила по Ђорђу Натошевићу, лекару, једном од првих српских педагога и педагошких писаца, просветном раднику и оснивачу учитељских школа у Новом Саду.

## Историјат
Изградња Основне школе „Ђорђе Натошевић” је започета 1953. по пројекту инжињера Милана Ђокића, грађена је у етапама и завршена је 1955. године. Организоване су радне акције ученика ради уређења околине школе. Данас садржи две фискултурне сале, велику и малу. Поред редовне, настава се обавља у болничким одељењима са децом која са налазе на лечењу у Институту за здравствену заштиту деце и омладине у Новом Саду. Настава се реализује по важећим наставним плановима прописаним од стране Министарства просвете и организује се за ученике од првог до осмог разреда. Од 2002. године су чланови Унеско клуба. Обележавају Дан грчке културе, Дан толеранције, Европски дан школског спорта и Светски дан заштите животне средине. Садрже саобраћајну секцију.